# 3月7日
3月7日（さんがつなのか）は、グレゴリオ暦で年始から66日目（閏年では67日目）にあたり、年末まであと299日ある。

## できごと

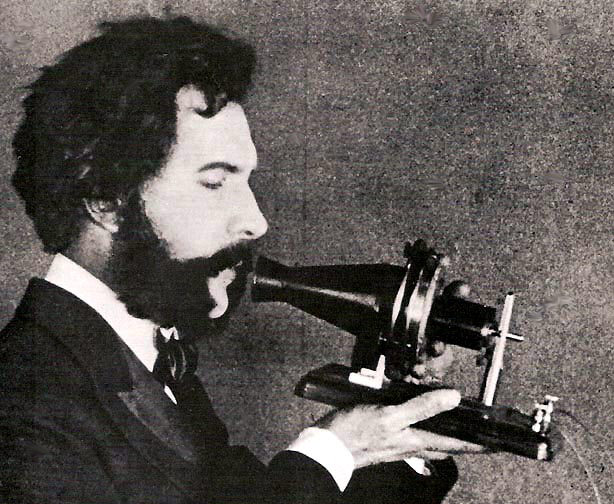
アレクサンダー・グラハム・ベルが電話機の特許権を獲得(1876)

- 161年 - ローマ皇帝アントニヌス・ピウスが死去。養子のマルクス・アウレリウス・アントニヌスとルキウス・ウェルスが即位。
- 1778年 - イギリスの探検家ジェームズ・クック（キャップテン・クック）が、ハワイ諸島の一つカウアイ島に到達。
- 1788年（天明8年1月30日） - 天明の大火: 東山の団栗辻子から出火し、2日間にわたって京都市街を焼き尽くした京都最大の火災。3万7000軒の家屋が焼失し、御所や二条城、東西の本願寺も焼失[1]。後桜町上皇は青蓮院を仮御所として避難される[2]。
- 1866年（慶応2年1月21日） - 薩摩藩と長州藩との間で薩長同盟が成立する。
- 1873年 - 神武天皇即位日を「紀元節」と称することを決定[3]。
- 1876年 - アレクサンダー・グラハム・ベルが電話機の特許権を獲得する。
- 1900年 - 未成年者喫煙禁止法（現・二十歳未満ノ者ノ喫煙ノ禁止ニ関スル法律）公布。
- 1908年 - 青函連絡船運航開始。1988年3月13日、青函トンネルの開通に伴い廃止されるまで80年間運行された。
- 1914年 - ヴィルヘルム・フリードリヒ・ツー・ヴィートがアルバニア公に即位。
- 1918年 - 松下幸之助が大阪市に松下電気器具製作所（現・パナソニック）を創業。
- 1919年 - 東京・日本橋のデパート白木屋を会社化し、株式会社白木屋呉服店（現・東急百貨店）を設立。
- 1921年 - クロンシュタットの反乱勃発。クロンシュタットの水兵がボリシェヴィキの独裁に対して反乱を起こす。
- 1927年 - 北丹後地震発生。
- 1932年 - 東京都墨田区玉の井の「お歯黒どぶ」から男のバラバラ死体発見（玉の井バラバラ殺人事件）。「バラバラ殺人」の表現の嚆矢。
- 1936年 - ドイツがロカルノ条約の破棄を宣言してラインラントに進駐。
- 1940年 - 戦争政策批判により衆議院が民政党斎藤隆夫を除名処分
- 1945年 - 第二次世界大戦: アメリカ軍がライン川に残った2つの橋のうちの一つ・ルーデンドルフ橋を確保。
- 1945年 - ユーゴスラビアでヨシップ・ブロズ・チトーを首班とする人民政府が成立。
- 1947年 - アメリカ施政下の沖縄県で平良市が市制施行。
- 1948年 - 警察法・消防組織法施行。
- 1949年 - ドッジ・ライン発表。
- 1951年 - 王子朝鮮人学校事件発生。
- 1965年 - 公民権運動: 血の日曜日事件。アメリカ合衆国アラバマ州セルマで公民権運動のデモ隊が、州知事の命令により武力で鎮圧される。
- 1968年 - 石川テレビ放送設立。
- 1970年 - 湘南モノレール江の島線が、大船駅〜西鎌倉駅間で開業。
- 1971年 - 国鉄が山手線の読み方を「やまのてせん」に統一。
- 1971年 - 国鉄長野原線を吾妻線に改称、長野原（現在の長野原草津口） - 大前が延伸開業し全通。
- 1972年 - 連合赤軍山岳ベース事件で警官隊により最初の遺体が発見される。
- 1977年 - 第1回アラブ・アフリカ首脳会議がカイロで開催される。
- 1983年 - 新潟テレビ21設立。
- 2001年 - アリエル・シャロンがイスラエルの首相就任。
- 2007年 - イギリス庶民院で、貴族院に選挙制導入を求める決議案を可決。
- 2013年 - 沖縄県石垣市に新石垣空港（現：石垣空港）が開港[4]。
- 2014年 - 日本一の高層ビルであるあべのハルカスが全面開業[5]。
- 2024年 - スウェーデンが公式に北大西洋条約機構に加盟する。32番目の加盟国[6][7]。

## 誕生日

### 人物

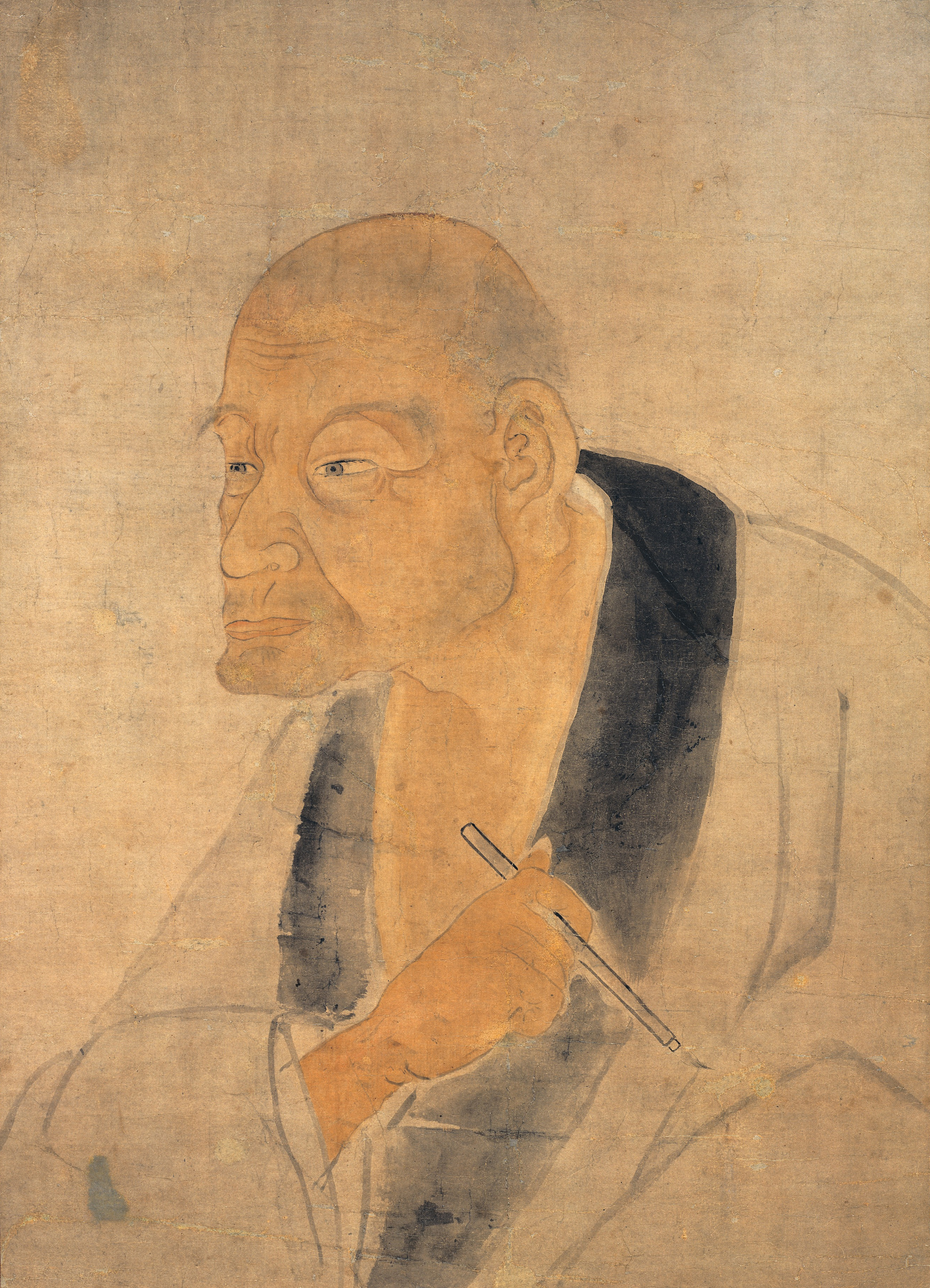
狩野派を代表する絵師、狩野探幽(1602-1674)誕生。画像は桃田柳栄画

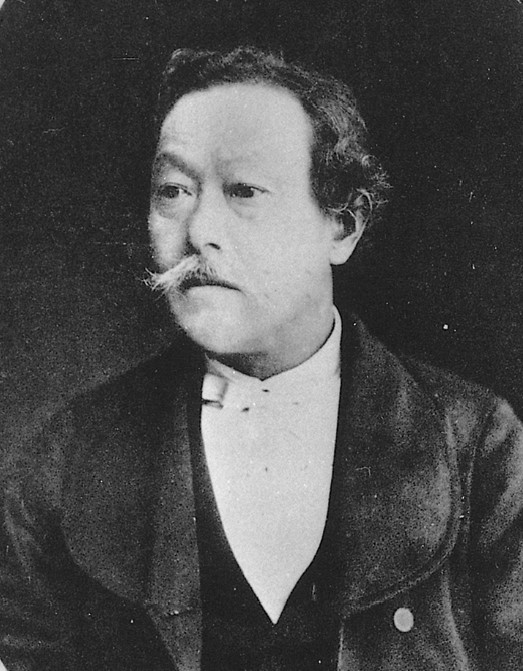
明治時代の教育者、西周(1829-1897)

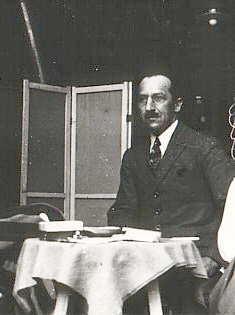
抽象絵画の画家ピエト・モンドリアン(1872-1944)

- 189年 - プブリウス・セプティミウス・ゲタ、ローマ皇帝（+ 211年）
- 1547年（天文16年2月16日） - 佐竹義重、戦国大名（+ 1612年）
- 1602年（慶長7年1月14日） - 狩野探幽、狩野派絵師（+ 1674年）
- 1663年 - トマソ・アントニオ・ヴィターリ、ヴァイオリニスト、作曲家（+ 1745年）
- 1678年 - フィリッポ・ユヴァラ、建築家（+ 1736年）
- 1693年 - クレメンス13世、ローマ教皇（+ 1769年）
- 1743年（寛保3年2月12日） - 小出英常、第6代園部藩主（+ 1775年）
- 1760年（宝暦10年1月20日） - 松浦静山、第9代平戸藩主（+ 1841年）
- 1765年 - ニセフォール・ニエプス、発明家（+ 1833年）
- 1780年 - アレクサンドル・デシャペル、非公式のチェスの世界チャンピオン（+ 1847年）
- 1785年 - アレッサンドロ・マンゾーニ、詩人、小説家、劇作家（+ 1873年）
- 1788年 - アントワーヌ・セザール・ベクレル 、科学者（+ 1878年）
- 1792年 - ジョン・ハーシェル 、天文学者（+ 1871年）
- 1802年 - エドウィン・ランドシーア、画家（+ 1873年）
- 1827年（文政10年2月10日） - 本多正訥、第7代田中藩主（+ 1885年）
- 1829年（文政12年2月3日） - 西周、啓蒙家、教育者（+ 1897年）
- 1837年（天保8年2月1日） - 児島惟謙、裁判官（+ 1908年）
- 1837年 - ヘンリー・ドレイパー、天文学者（+ 1882年）
- 1842年（天保13年1月26日） - 松平武聰、第4代浜田藩主、鶴田藩主（+ 1882年）
- 1843年（天保14年2月7日） - 稲葉久通、第15代臼杵藩主（+ 1893年）
- 1849年 - ルーサー・バーバンク、植物学者、園芸家（+ 1926年）
- 1850年 - トマーシュ・マサリク、哲学者、政治家、初代チェコスロバキア大統領（+ 1937年）
- 1857年 - ユリウス・ワーグナー＝ヤウレック 、内科医（+ 1940年）
- 1872年 - ピエト・モンドリアン、画家、芸術家（+ 1944年）
- 1873年 - 田中萃一郎、歴史学者、東洋史学者（+ 1923年）
- 1873年 - 川上秋月、俳優、噺家、講釈師、寄席芸人（+ 1943年）
- 1875年 - モーリス・ラヴェル、作曲家（+ 1937年）
- 1878年 - ボリス・クストーディエフ、画家、舞台美術家（+ 1927年）
- 1884年 - 後藤文夫、政治家（+ 1980年）
- 1884年 - 小宮豊隆、ドイツ文学者、文芸評論家、演劇評論家（+ 1966年）
- 1889年 - 堤康次郎、実業家、政治家、第44代衆議院議長（+ 1964年）
- 1893年 - 影佐禎昭、陸軍軍人（+ 1948年）
- 1894年 - 舟崎由之、実業家、政治家、日本金属創業者（+ 1966年）
- 1896年 - 谷口輝子、宗教家（+ 1988年）
- 1898年 - 妹尾芳太郎、政治家（+ 1969年）
- 1898年 - 稲村隆一、政治家、農民運動家（+ 1990年）
- 1899年 - 石川淳、小説家（+ 1987年）
- 1899年 - チャールズ・ソーンスウェイト、地理学者（+ 1963年）
- 1900年 - フリッツ・ロンドン、物理学者（+ 1954年）
- 1900年 - 英百合子、女優（+ 1970年）
- 1900年 - ハーバート・ジョージ・ブルーマー、社会学者（+ 1987年）
- 1903年 - 岩谷直治、実業家（+ 2005年）
- 1904年 - 築地俊龍、野球選手（+ 1972年）
- 1904年 - 天野香久子、女優、元宝塚少女歌劇団花組（+ 没年不詳）
- 1904年 - ラインハルト・ハイドリヒ、ナチス・ドイツ国家保安本部長官（+ 1942年）
- 1908年 - アンナ・マニャーニ、女優（+ 1973年）
- 1909年 - 大森義夫、俳優（+ 1983年）
- 1915年 - 松田トシ、歌手 （+ 2011年）
- 1915年 - ジャック・シャバン＝デルマス、政治家、元フランス首相（+ 2000年）
- 1918年 - 花柳壽楽 (2代目)、日本舞踊家（+ 2007年）
- 1919年 - 佐古純一郎、文芸評論家（+ 2014年）
- 1921年 - 藤原審爾、小説家（+ 1984年）
- 1924年 - 安部公房、小説家（+ 1993年）
- 1924年 - エドゥアルド・パオロッツィ、彫刻家、美術家（+ 2005年）
- 1925年 - 野口正明、プロ野球選手（+ 2004年）
- 1926年 - 萩原延壽、歴史家（+ 2001年）
- 1927年 - 重兼芳子、小説家（+ 1993年）
- 1928年 - 天津羽衣、浪曲師、演歌歌手（+ 1982年）
- 1928年 - 仁木悦子、小説家（+ 1986年）
- 1928年 - 角梨枝子、女優（+ 2005年）
- 1930年 - 山下毅雄、作曲家（+ 2005年）
- 1930年 - 萩元晴彦、テレビプロデューサー（+ 2001年）
- 1930年 - スタンリー・ミラー、化学者（+ 2007年）
- 1931年 - 井上洋介、絵本作家、イラストレーター（+ 2016年）
- 1932年 - 河内桃子、女優（+ 1998年）
- 1933年 - 伊東弘敦、実業家、初代四国旅客鉄道（JR四国）社長
- 1933年 - 高倉永政、医師
- 1933年 - 村﨑義正、猿まわし師、政治家（+ 1990年）
- 1933年 - 上野山功一、俳優（+ 2023年）
- 1934年 - 貞木展生、経済学者、山口大学名誉教授（+ 2025年）
- 1935年 - 大平礼三、元バスケットボール選手
- 1936年 - 種村直樹、鉄道研究家（+ 2014年）
- 1936年 - ジョルジュ・ペレック、作家（+ 1982年）
- 1937年 - 伊藤修令、技術者
- 1937年 - 岸本重陳、経済学者（+ 1999年）
- 1938年 - 伊藤憲一、国際政治学者、青山学院大学名誉教授（+ 2022年）
- 1938年 - デビッド・ボルティモア、分子生物学者
- 1940年 - 上條恒彦、俳優、歌手（+ 2025年）
- 1940年 - 桐谷滋、言語学者
- 1940年 - 上村一夫、漫画家（+ 1986年）
- 1940年 - ハンナ・ウィルケ、フェミニズム美術のアーティスト（+ 1993年）
- 1940年 - ルディ・ドゥチュケ、政治活動家、ドイツ学生運動の指導者（+ 1979年）
- 1942年 - 伊野部重晃、銀行家、元高知銀行頭取
- 1942年 - 藤野宏、実業家、元栗田工業社長
- 1942年 - マイケル・アイズナー、テレビ・映画プロデューサー、実業家
- 1942年 - 森下博之、政治家（+ 2016年）
- 1943年 - 片上宗二、教育学者、広島大学名誉教授
- 1944年 - 高木邦夫、実業家
- 1945年 - 谷垣禎一、政治家、衆議院議員
- 1945年 - 豊田沖人、教育者、元アナウンサー
- 1945年 - 林静一、イラストレーター、漫画家
- 1946年 - 松井孝典、惑星科学者（+ 2023年）
- 1946年 - マシュー・フィッシャー、ミュージシャン（プロコル・ハルム）
- 1947年 - 大塚崇、俳優
- 1947年 - まきみちる、歌手、元アイドル
- 1947年 - 長内順一、実業家、政治家
- 1947年 - 牧田吉明、新左翼活動家（+ 2010年）
- 1947年 - 佐々木力、科学史学者（+ 2020年）
- 1947年 - リチャード・ローソン、俳優
- 1948年 - 上岡紘子、女優
- 1948年 - 太田洋、政治家
- 1948年 - 押川典昭、インドネシア文学研究者
- 1948年 - 山西道広、元俳優
- 1948年 - 新井敏司、元競艇選手
- 1948年 - 湊博昭、医学者、精神科医（+ 2006年）
- 1949年 - 竹田玄洋、ゲームプロデューサー
- 1949年 - 作田誠二、元騎手、元調教師
- 1949年 - 舌津一良、元文部官僚
- 1950年 - 野口陽一、お笑い芸人
- 1950年 - J.R.リチャード、元プロ野球選手（+ 2021年）
- 1951年 - 根本匠、政治家
- 1951年 - 春日一平、元プロ野球選手
- 1951年 - ジェフ・バロウズ、元プロ野球選手
- 1952年 - 大場順、俳優
- 1952年 - 北村道夫、検察官
- 1953年 - 有田恵子、実業家、政治家、歌手
- 1953年 - 佐山一郎、編集者、作家
- 1953年 - 草賀純男、外交官
- 1954年 - 丸山至、政治家
- 1954年 - 福島知春、元プロ野球選手（+ 1995年）
- 1955年 - 佐藤準、作曲家、編曲家
- 1955年 - 片岡功、俳優
- 1955年 - 山口正明、実業家
- 1955年 - 二宮隆久、政治家
- 1956年 - 吉田忠智、政治家
- 1956年 - 岡まゆみ、女優
- 1956年 - ブライアン・クランストン、俳優
- 1957年 - オール阪神、漫才師（オール阪神・巨人）
- 1957年 - 山口京子、政治家、元女優
- 1957年 - 多田哲哉、団体役員、元自動車技術者
- 1957年 - レダ・コスミデス、心理学者
- 1958年 - 髙山文彦、ノンフィクション作家
- 1958年 - アラン・ヘール、天文学者
- 1958年 - 井上倫宏、俳優、声優 （+ 2022年）
- 1959年 - 竹原信一、政治家、元阿久根市長
- 1959年 - トム・レーマン、ゴルファー
- 1960年 - 佐飛通俊、作家、文芸評論家
- 1960年 - 尾崎加寿夫、サッカー選手
- 1960年 - イワン・レンドル、テニス選手
- 1960年 - ジョー・カーター、元プロ野球選手
- 1961年 - 高市早苗、政治家
- 1961年 - 工藤昭彦、光触媒研究者
- 1961年 - 北野明仁、元プロ野球選手
- 1962年 - 加藤敬二、俳優
- 1963年 - 広田レオナ、女優
- 1964年 - ブレット・イーストン・エリス、小説家
- 1965年 - 宮里太、元プロ野球選手
- 1965年 - 清水吉昌、音楽プロデューサー
- 1966年 - 桂木麻也子、元AV女優、ロマンポルノ女優
- 1966年 - 大熊謙一、作曲家（+ 2022年）
- 1966年 - 櫻井敦司、ミュージシャン（BUCK-TICK）（+ 2023年）
- 1967年 - 笹木彰人、映画監督、俳優
- 1967年 - 神谷悠、漫画家
- 1967年 - 矢沢あい、漫画家
- 1967年 - 柳沢超、タレント（元忍者）
- 1967年 - ケヴィン・マニング、元騎手
- 1968年 - 沙羅樹、AV女優
- 1968年 - ジェフ・ケント、元プロ野球選手
- 1968年 - デニス・ブーシェ、元プロ野球選手
- 1968年 - 里匠、NHKアナウンサー
- 1969年 - 野田英樹、レーシングドライバー
- 1969年 - ゆうきとも、マジシャン
- 1970年 - 王理恵、スポーツキャスター
- 1970年 - 川原奈穂樹、空手家
- 1970年 - ヤンネ・トルサ、音楽家
- 1970年 - レイチェル・ワイズ、女優
- 1971年 - 才勝、俳優
- 1971年 - ピーター・サースガード、俳優
- 1971年 - レイチェル・ワイズ、女優
- 1972年 - チャン・ドンゴン、俳優
- 1973年 - 上原茂行、元野球選手
- 1973年 - 川越達也、料理人
- 1973年 - 竹本英史、声優
- 1973年 - 巴千草、女優
- 1973年 - はねだえりか、タレント（元CoCo）
- 1975年 - 菊地原毅、元プロ野球選手
- 1975年 - 武政賢祐、お笑い芸人（タリキ）
- 1976年 - 高井陽子、プロゴルファー
- 1976年 - 中村英香、タレント
- 1976年 - 熊谷明美、アナウンサー
- 1977年 - 長谷川博己、俳優
- 1978年 - 須田都古、バスケットボール選手
- 1979年 - 中山由起枝、射撃選手
- 1979年 - 馬渕英里何、女優
- 1980年 - ローラ・プレポン、女優
- 1980年 - 大島秀夫、元サッカー選手
- 1980年 - 劉国正、卓球選手
- 1982年 - 山川恵里佳、タレント
- 1983年 - 岡部紘樹、俳優、ミュージシャン（HIROZ、劇団OUH、HIROZ SEVEN+）
- 1983年 - 野牛あかね、アナウンサー
- 1983年 - 古舘春一、漫画家
- 1984年 - 二瓶拓也、俳優
- 1984年 - 石崎ひゅーい、シンガーソングライター
- 1984年 - マチュー・フラミニ、サッカー選手
- 1986年 - 宇野弥生、競艇選手
- 1987年 - 照井春佳、声優
- 1987年 - 流田みな実、元AV女優
- 1988年 - 守崎哲平、俳優
- 1989年 - SATOMI'、歌手
- 1989年 - 朝川ことみ、グラビアアイドル
- 1989年 - 七海なな、タレント、女優、元AV女優
- 1989年 - 永山絢斗、俳優
- 1990年 - 佐藤美弥、バレーボール選手
- 1990年 - 奥井諒、サッカー選手
- 1990年 - チェ・ジョンフン、元歌手、元俳優（元FTISLAND）
- 1990年 - 朴相赫、プロ野球選手
- 1990年 - 丁東浩、サッカー選手
- 1990年 - アビゲイル&ブリタニー・ヘンゼル姉妹、結合双生児
- 1990年 - さすけ、お笑い芸人（滝音）
- 1991年 - 福田太郎、アナウンサー
- 1992年 - 橋詰まり、バスケットボール選手
- 1992年 - ベル・パウリー、女優
- 1992年 - ヒョンシク、アイドル（BTOB）
- 1994年 - 月野もあ、アイドル（仮面女子）
- 1994年 - 平川亮、レーシングドライバー
- 1994年 - 湯山せいか、アイスホッケー選手
- 1994年 - 長谷川竜也、サッカー選手
- 1994年 - 榊原梨奈、野球選手
- 1995年 - 菊池風磨、歌手、俳優（timelesz）
- 1995年 - 横山涼、俳優
- 1996年 - セレイナ・アン、シンガーソングライター
- 1997年 - 矢作穂香、女優、ファッションモデル
- 1997年 - 田野優花、女優、元アイドル（元AKB48）
- 1997年 - 中村駿介、バレーボール選手
- 1997年 - UraN、YouTuber （くれいじーまぐねっと）
- 1998年 - 伊勢大夢、プロ野球選手
- 1998年 - 白澤明香里、元バレーボール選手
- 2002年 - 羽賀朱音、歌手（モーニング娘。）
- 2002年 - 榊原菜那、バレーボール選手
- 2003年 - 内村颯太、アイドル（ジュニア、少年忍者）
- 2004年 - 大熊紀妙、バレーボール選手
- 2005年 - 信太真妃、元子役、元タレント
- 2007年 - 平井瑞希、競泳選手
- 生年不詳 - ばぁう、歌い手（騎士X - Knight X -）
- 生年不詳 - 飯沼ゆうき、漫画家
- 生年不詳 - 嶺本八美、漫画家
- 生年不詳 - 富山智帆、女優、リングアナウンサー
- 生年不詳 - 伊藤貴夫、元アナウンサー
- 生年不詳 - 桶谷菜穂、声優
- 生年不詳 - 萩乃水城、声優
- 生年不詳 - 帆足桃子、声優
- 生年不詳 - 宮崎智栄子、声優
- 生年不詳 - 山本祥太、声優
- 生年不詳 - 大久保英恵、元声優

### 人物以外（動物など）
- 1986年 - カコイーシーズ、競走馬（+ 2009年）
- 1987年 - キョウエイタップ、競走馬
- 1990年 - マイシンザン、競走馬
- 1991年 - アワエンブレム、競走馬
- 1992年 - ワンダーパヒューム、競走馬
- 1993年 - ビワハイジ、競走馬
- 1995年 - ミラクルタイム、競走馬
- 1998年 - ウインラディウス、競走馬
- 2001年 - アドマイヤホープ、競走馬
- 2003年 - メイショウサムソン、競走馬（+ 2024年）
- 2004年 - アブソリュート、競走馬
- 2005年 - カジノドライヴ、競走馬

## 忌日

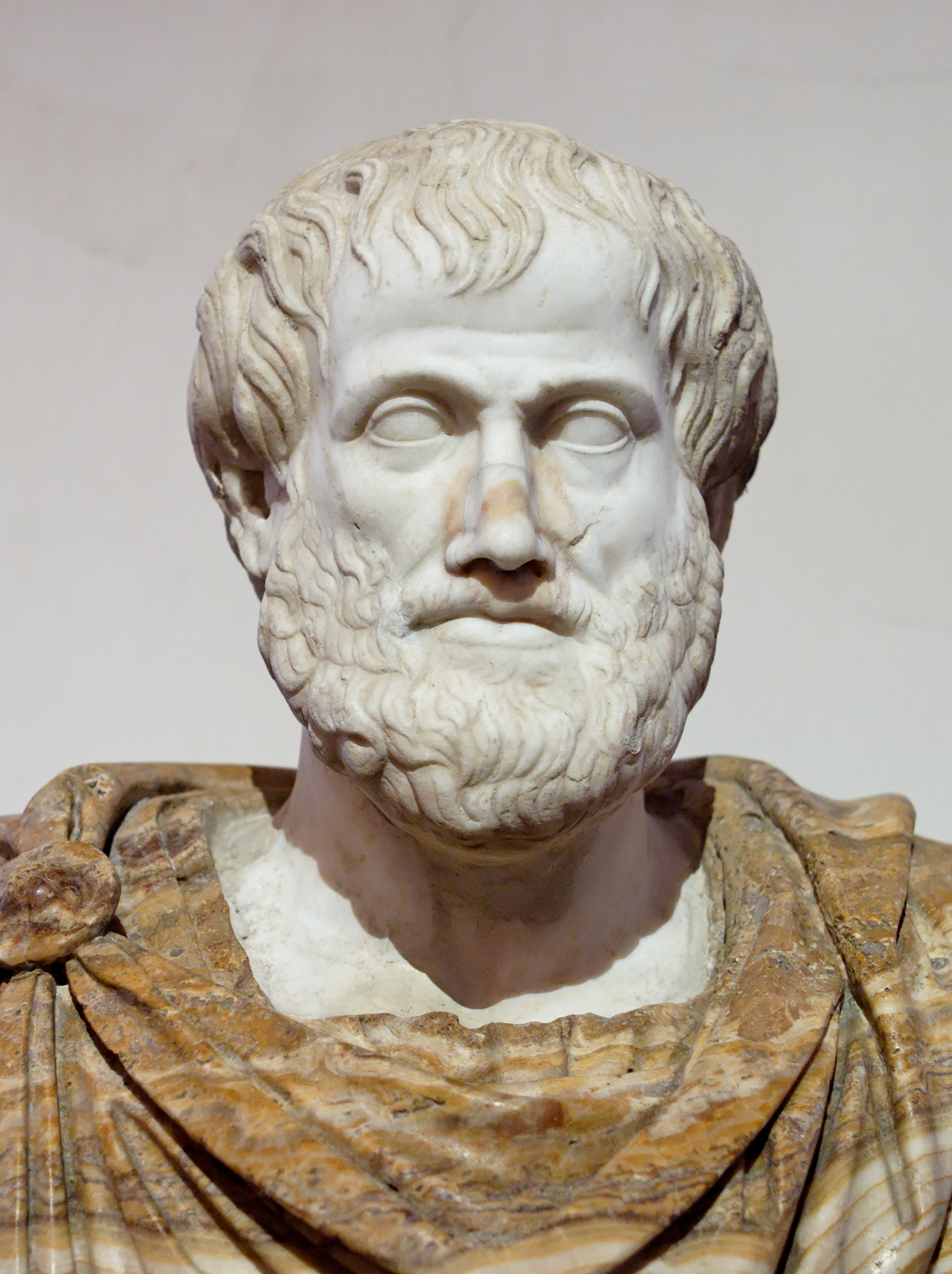
古代ギリシアの哲学者アリストテレス(BC384-BC322)没。

『西遊記』のモデルともなった三蔵法師、玄奘三蔵(602-664)遷化。

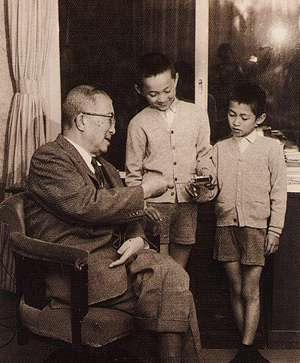
第52～54代内閣総理大臣鳩山一郎(1883-1959)没。写真は左から一郎、孫の由紀夫、邦夫

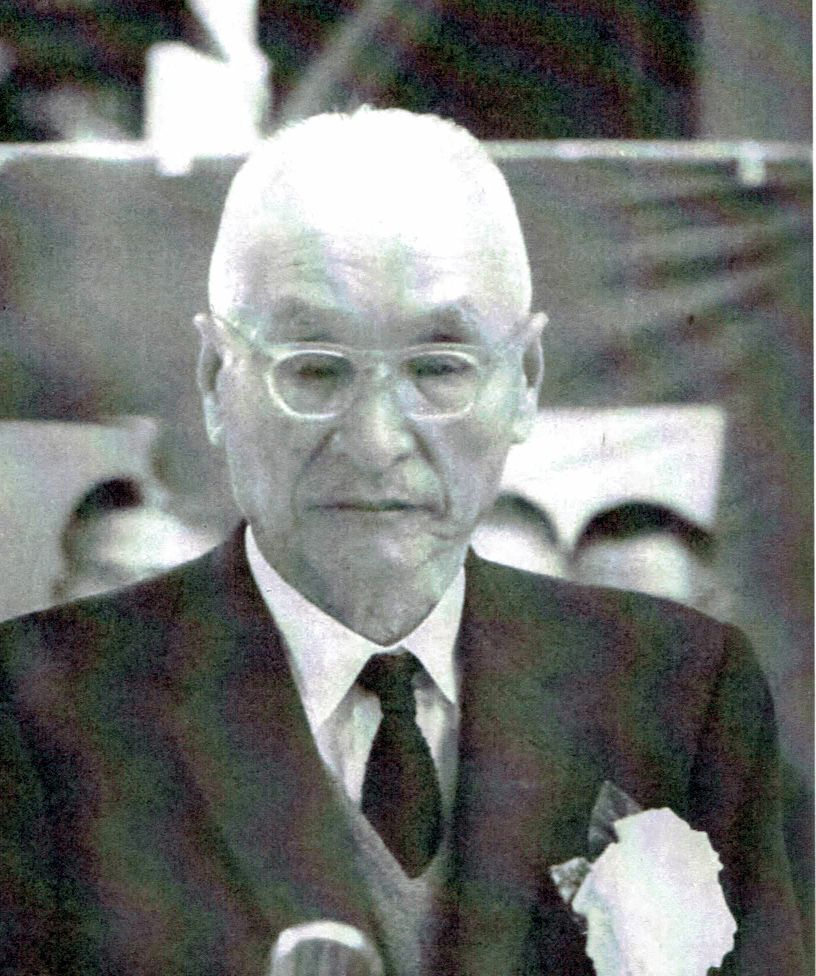
出光興産創業者出光佐三(1885-1981)没。美術品収集家でも著名で、出光美術館を設立した。

- 紀元前322年 - アリストテレス、古代ギリシアの哲学者（* 紀元前384年）
- 161年 - アントニヌス・ピウス、ローマ皇帝（* 86年）
- 664年（麟徳元年2月5日） - 玄奘三蔵、三蔵法師、四大訳経家の1人（* 602年）
- 744年（天平16年閏1月13日） - 安積親王、聖武天皇第二皇子（* 728年）
- 1274年 - トマス・アクィナス、哲学者、神学者（* 1225年頃）
- 1619年（元和5年1月21日） - 中井正清、大工頭（* 1565年）
- 1625年 - ヨハン・バイエル、天文学者（* 1572年）
- 1645年（正保2年2月10日） - 本多忠利、第3代岡崎藩主（* 1600年）
- 1657年（明暦3年1月23日） - 林羅山、儒学者（* 1583年）
- 1724年 - インノケンティウス13世、第244代ローマ教皇（* 1655年）
- 1725年 - ジュゼッペ・マッツオーリ（イタリア語版）、彫刻家（* 1644年）
- 1748年 - ピエトロ・ジャンノーネ、歴史家（* 1676年）
- 1766年 - エルコレ・レッリ（英語版）、画家（* 1702年）
- 1778年 - チャールズ・デ・ギア（英語版）、昆虫学者、実業家、公務員、書籍収集家（* 1720年）
- 1786年 - フランツ・ベンダ、作曲家、ヴァイオリニスト（* 1709年）
- 1809年 - ヨハン・ゲオルク・アルブレヒツベルガー、作曲家、オルガニスト、音楽教育者（* 1736年）
- 1809年 - ジャン＝ピエール・ブランシャール、気球乗り、世界初のドーヴァー海峡横断飛行者（* 1753年）
- 1811年（文化年2月13日） - 村田春海、国学者、歌人（* 1746年）
- 1815年 - フランチェスコ・バルトロッツィ、版画家（* 1727年）
- 1817年（文化14年1月20日） - 柳沢保光、第3代大和郡山藩主（* 1753年）
- 1842年 - パウル・フリードリヒ、メクレンブルク＝シュヴェリーン大公（* 1800年）
- 1873年 - サーモン・チェイス、政治家、オハイオ州知事（* 1808年）
- 1874年 - ジャン・クルヴェイエ（英語版）、解剖学者、病理学者（* 1791年）
- 1875年 - ジョン・エドワード・グレイ、動物学者（* 1800年）
- 1878年 - アルフレッド・フランソワ・ドネ（英語版）、細菌学者、医師（* 1801年）
- 1881年 - フランツ・ミクロシッチ、言語学者（* 1813年）
- 1887年 - 黒田長溥、第11代福岡藩主（* 1811年）
- 1887年 - フェルディナント・アールト、医学者、眼科医（* 1812年）
- 1888年 - クリストファー・メミンジャー、政治家（* 1803年）
- 1889年 - アンジェロ・ジェノッキ（英語版）、数学者（* 1817年）
- 1902年 - パッド・ガルヴィン、元プロ野球選手（* 1856年）
- 1903年 - ウジェーヌ・コルモン（フランス語版）、劇作家（* 1810年）
- 1919年 - 福岡孝弟、武士、政治家、五箇条の御誓文政体書起草者（* 1835年）
- 1919年 - 三島彌太郎、第8代日本銀行総裁（* 1867年）
- 1925年 - ゲオルギー・リヴォフ、ロシア臨時政府首相（* 1861年）
- 1928年 - ロバート・アベ（英語版）、外科医、放射線科医（* 1851年）
- 1931年 - テオ・ファン・ドースブルフ、画家（* 1883年）
- 1932年 - アリスティード・ブリアン、政治家、フランス首相（* 1862年）
- 1934年 - 三島霜川、小説家（* 1876年）
- 1937年 - レディ・ボールドウィン、元プロ野球選手（* 1859年）
- 1940年 - エドウィン・マーカム、詩人（* 1852年）
- 1945年 - アルブレヒト・ペンク、地理学者、地質学者（* 1858年）
- 1954年 - オットー・ディールス、化学者（* 1876年）
- 1954年 - ルドヴィク・ヒルシュフェルト（英語版）、微生物学者、血清学者（* 1884年）
- 1956年 - 林承賢[8]、金閣寺放火事件の放火僧（* 1929年）
- 1957年 - パーシー・ウインダム・ルイス、画家（* 1882年）
- 1959年 - アーサー・セシル・ピグー、経済学者（* 1877年）
- 1959年 - 鳩山一郎、政治家、第52-54代内閣総理大臣（* 1883年）
- 1963年 - 酒井田柿右衛門 (12代目)[9]、陶芸家（* 1878年）
- 1967年 - アリス・B・トクラス、前衛芸術家（* 1877年）
- 1971年 - 西川辰美、漫画家（* 1916年）
- 1971年 - リチャード・モンタギュー、論理学者、数学者（* 1930年）
- 1972年 - 鳴山草平、小説家（* 1902年）
- 1975年 - ミハイル・バフチン、思想家（* 1895年）
- 1977年 - 平沢和重、外交官、NHK解説委員（* 1909年）
- 1979年 - ギオマール・ノヴァエス、ピアニスト（* 1895年）
- 1979年 - 雷震、政治家、評論家（* 1897年）
- 1979年 - パウル・シャッツ（英語版）、彫刻家、発明家、数学者（* 1898年）
- 1981年 - 出光佐三、実業家、出光興産創業者（* 1885年）
- 1981年 - ボズレー・クラウザー、映画評論家（* 1905年）
- 1981年 - ヒルデ・スパーリング、テニス選手（* 1908年）
- 1981年 - キリル・コンドラシン、指揮者（* 1914年）
- 1982年 - 竹中郁、詩人（* 1904年）
- 1983年 - イーゴリ・マルケヴィチ、作曲家、指揮者（* 1912年）
- 1983年 - ドナルド・マクリーン、イギリスの外交官、ソビエト連邦の諜報員（* 1913年）
- 1985年 - ロバート・W・ウッドラフ（英語版）、実業家、元ザ コカ・コーラ カンパニー社長（* 1889年）
- 1985年 - 兎束龍夫、ヴァイオリニスト（* 1906年）
- 1986年 - 五十嵐勇、金属工学者（* 1892年）
- 1986年 - ジェイコブ・ジャヴィッツ、政治家（* 1904年）
- 1988年 - ディヴァイン、俳優、歌手（* 1945年）
- 1988年 - 有沢広巳、統計学者、経済学者（* 1896年）
- 1989年 - 石原幹市郎、政治家（* 1903年）
- 1989年 - 光吉夏弥、翻訳家、絵本研究家、舞踊評論家（* 1904年）
- 1991年 - 森類、随筆家（* 1911年）
- 1992年 - 林五一、篤農家、実業家、林農園創業者（* 1890年）
- 1994年 - 小原弘稔、劇作家、演出家、元宝塚歌劇団理事（* 1934年）
- 1995年 - 土井勝、料理研究家（* 1921年）
- 1996年 - 佐藤守良、政治家、元農林水産大臣・国土庁長官・北海道開発庁長官・沖縄開発庁長官（* 1922年）
- 1997年 - エドワード・ミルズ・パーセル、物理学者（* 1912年）
- 1997年 - 北村英三、俳優、演出家（* 1922年）
- 1999年 - シドニー・ゴットリーブ（英語版）、化学者、スパイ（* 1918年）
- 1999年 - ローウェル・フルソン、ブルースギタリスト、ソングライター（* 1921年）
- 1999年 - スタンリー・キューブリック、映画作家（* 1928年）
- 2000年 - 鶴岡一人、元プロ野球選手、監督（* 1916年）
- 2000年 - 二宮洋一、元サッカー選手、監督（* 1917年）
- 2000年 - チャールズ・グレイ、俳優（* 1928年）
- 2000年 - ジャック・サンフォード（英語版）、元プロ野球選手（* 1929年）
- 2000年 - ウィリアム・ドナルド・ハミルトン、生物学者（* 1936年）
- 2001年 - 三原朝雄、政治家、元総理府総務長官・防衛庁長官・文部大臣（* 1909年）
- 2001年 - 花沢徳衛、俳優（* 1911年）
- 2001年 - 岩垂寿喜男、政治家（* 1929年）
- 2003年 - 黒岩重吾、作家（* 1924年）
- 2004年 - 和合正治、地方公務員、政治家、元長野県松本市長（* 1917年）
- 2004年 - 山田卓[10]、天文学者（* 1934年）
- 2004年 - ポール・ウィンフィールド、俳優（* 1939年）
- 2005年 - 菖蒲あや、俳人（* 1924年）
- 2006年 - ゴードン・パークス、写真家、詩人、小説家、映画監督（* 1912年）
- 2006年 - ジョン・ジャンキン（英語版）、俳優、脚本家（* 1930年）
- 2006年 - 西野広祥、中国文学者、慶應義塾大学名誉教授（* 1935年）
- 2006年 - アリ・ファルカ・トゥーレ、歌手、ギタリスト（* 1939年）
- 2006年 - 捧敏夫、釣り師、タレント（* 1945年）
- 2007年 - ヒダシュ・フリジェシュ、作曲家（* 1928年）
- 2007年 - ピノ・ランチェッティ、ファッションデザイナー（* 1928年）
- 2008年 - 上田トシコ、漫画家（* 1917年）
- 2008年 - フランシス・ピム、外務英連邦大臣（* 1922年）
- 2009年 - トゥリオ・ピネリ、脚本家、小説家（* 1908年）
- 2009年 - 樋渡宏一、細胞遺伝学者、遺伝学者、東北大学名誉教授（* 1921年）
- 2009年 - バーバラ・パーカー（英語版）、推理作家（* 1947年）
- 2009年 - チャン・ジャヨン、女優（* 1980年）
- 2010年 - ケネス・ドーバー（英語版）、古典学者、元オックスフォード大学コーパス・クリスティ・カレッジ学長、元セント・アンドリュース大学学長（* 1920年)
- 2010年 - 河合誓徳、陶芸家（* 1927年)
- 2010年 - 鈴木成文、建築学者、元神戸芸術工科大学学長、東京大学名誉教授（* 1927年)
- 2010年 - 藤村昌昭、イタリア文化学者（* 1947年)
- 2011年 - 村野守美、漫画家、イラストレーター（* 1941年）
- 2012年 - 山口美江、実業家、タレント（* 1960年）
- 2013年 - 寺田弘、詩人（* 1914年）
- 2013年 - ダミアーノ・ダミアーニ、映画監督、脚本家（* 1922年）
- 2013年 - 前田耕一、実業家、元時事通信社社長（* 1930年）
- 2013年 - ケニー・ボール（英語版）、ジャズトランペット奏者、歌手（* 1930年）
- 2013年 - 今井泉、小説家（* 1935年）
- 2013年 - ピーター・バンクス、ギタリスト（イエス）（* 1947年）
- 2014年 - 夏川鉄之助、実業家、オーミケンシ社長（* 1917年）
- 2014年 - アナトーリー・クズネツォフ、俳優（* 1930年）
- 2014年 - 松原由昌、元プロ野球選手（* 1955年）
- 2015年 - 中平健吉[11]、弁護士、元東京高等裁判所判事（* 1925年）
- 2015年 - 辰巳ヨシヒロ、漫画家（* 1935年）
- 2015年 - 阿奈井文彦、ノンフィクション作家、エッセイスト（* 1938年）
- 2015年 - 小川真司、俳優、声優（* 1941年）
- 2015年 - 初代三笑亭夢丸、落語家（* 1945年）
- 2015年 - キャシー・リンツ（英語版）、図書館員、小説家（* 1954年）
- 2016年 - 鳥宮暁秀[12]、書家、毎日書道展審査会員（* 1939年）
- 2016年 - 木下恭輔、実業家、元アコム社長（* 1940年）
- 2017年 - ハンス・デーメルト、物理学者、イオントラップ法開発者、ノーベル物理学賞受賞者（* 1922年）
- 2017年 - ロナルド・ドリーバー、物理学者、カリフォルニア工科大学名誉教授（* 1931年）
- 2017年 - 新井彬之、政治家（* 1934年）
- 2017年 - ロン・バス、元プロレスラー（* 1948年）
- 2017年 - 宮部行範、元スピードスケート選手（* 1968年）
- 2018年 - レイナルド・ビニョーネ、政治家、元アルゼンチン大統領（* 1928年）
- 2018年 - 脇田修、歴史学者、大阪大学名誉教授、元大阪歴史博物館長（* 1931年）
- 2018年 - 植松治雄、医師、元日本医師会会長（* 1931年）
- 2018年 - 榛村純一、政治家、元静岡県掛川市長、元大日本報徳社社長（* 1934年）
- 2018年 - 中島宏[13]、陶芸家、人間国宝（* 1941年）
- 2018年 - 赤木俊夫、財務官僚（* 1963年）
- 2019年 - ザ・デストロイヤー、プロレスラー（* 1930年）
- 2019年 - 山中茂弘[14]、実業家、元ピーコック魔法瓶工業社長（* 1931年）
- 2019年 - カーマイン・ペルシコ（英語版）、ギャング、コロンボ一家ボス（* 1933年）
- 2019年 - ピノ・カルーソ、俳優（* 1934年）
- 2019年 - 須田一政、写真家（* 1940年）
- 2019年 - 宗像衣子、フランス文学者（* 1950年）
- 2019年 - 雑賀秀介[15]、競馬調教師、元騎手（* 1955年）
- 2019年 - Rosto（オランダ語版）、短編映画監督、アーティスト、ミュージシャン（* 1969年）
- 2019年 - 紫艶、元演歌歌手、女優（* 1978年）
- 2020年 - 渡辺文雄、政治家、元栃木県知事（* 1929年）
- 2020年 - マート・クロウリー、劇作家、脚本家（* 1935年）
- 2020年 - ジム・オーエン（英語版）、カントリーミュージックシンガーソングライター（* 1941年）
- 2020年 - ローラ・スミス（英語版）、フォークシンガーソングライター（* 1952年）
- 2020年 - ファーテメ・ラフバル（英語版）、政治家（* 1964年）
- 2021年 - 野田春彦、生物物理化学者、東京大学名誉教授（* 1922年）
- 2021年 - 阿部令彦[16]、医学者、慶應義塾大学名誉教授（* 1925年）
- 2021年 - フランク・ソーン（英語版）、漫画家、作家（* 1930年）
- 2021年 - 塩川義人、実業家、元カルピス食品工業（現アサヒ飲料）社長（* 1931年）
- 2021年 - ドミトリー・バシキーロフ、ピアニスト（* 1931年）
- 2021年 - 岩部金吾、実業家、元文化シヤッター社長（* 1932年）
- 2021年 - 大石又七、漁師、反核運動家（* 1934年）
- 2021年 - オリヴィエ・ダッソー（英語版）、実業家、政治家（* 1951年）
- 2021年 - 鈴木淳一、ロシア文学者、札幌大学前学長・名誉教授（* 1951年）
- 2021年 - キン・マウン・ラット（英語版）、政治家（* 1953年）
- 2021年 - 堀川政司、実業家、元ツルハホールディングス社長（* 1958年）
- 2021年 - ラーズ・ヨーラン・ペトロフ（英語版）、歌手（エントゥームド）（* 1972年）
- 2022年 - ヤーノシュ・ペトロー、指揮者、作曲家（* 1935年）
- 2022年 - 清水哲男、詩人（* 1938年）
- 2022年 - ベルクレック・チャルバンチャイ、プロボクサー、元WBA世界フライ級王者（* 1944年）
- 2022年 - シャフナワーズ・タナイ、政治家、軍人、元アフガニスタン国防大臣（* 1950年）
- 2022年 - ユーリイ・プリリプコ、政治家、ホストメリ市長（* 1960年）
- 2022年 - ヴィタリー・ゲラシモフ、軍人（* 1977年）
- 2022年 - 征海美亜、漫画家（* 1979年）
- 2023年 - パトリシア・マコーミック、飛込競技選手、1952年ヘルシンキ・1956年メルボルン五輪金メダリスト（* 1930年）
- 2023年 - リン・シーモア、バレエダンサー、振付師（* 1939年）
- 2023年 - 鞍田暹、実業家、元テレビ大阪社長、元日本経済新聞社監査役（* 1939年）
- 2023年 - 村上隆男、実業家、元サッポロホールディングス社長（* 1945年）
- 2024年 - 孫命順、ファーストレディ、大韓民国第14代大統領金泳三の妻（* 1929年）
- 2024年 - リチャード・ローズクランス、政治学者（* 1930年）

## 記念日・年中行事

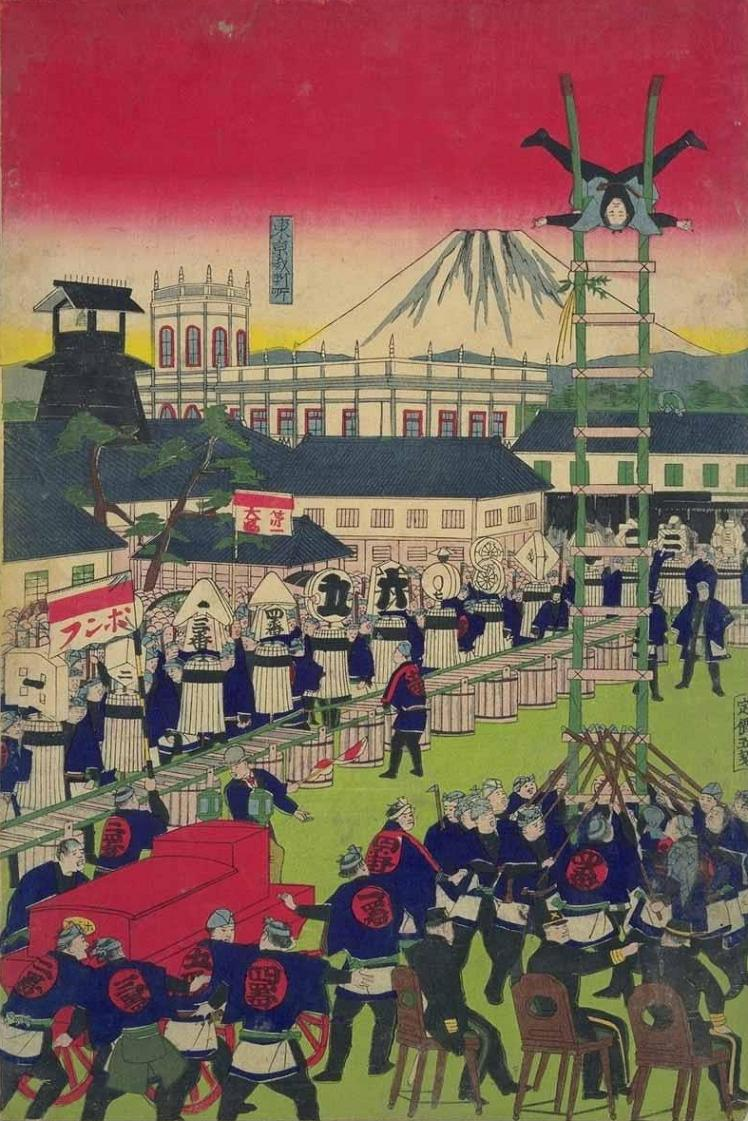
消防の日。画像は明治9年の警視庁火消

- 消防記念日（ 日本）
1950年に国家消防庁（現在の消防庁）が制定。1948年のこの日、消防組織法が施行され、明治以来警察の所管とされていた消防が警察から独立して消防庁の所管となった。
- 警察制度改正記念日（ 日本）
  - 1948年のこの日、内務省が解体され、自治体警察と国家地方警察に分ける旧警察法（1954年の現行警察法の一つ前の法典）が制定された事にちなむ。
- 教師の日（ アルバニア）
- 女生の日 ( 中華人民共和国)
- サウナの日（ 日本）
公益社団法人日本サウナ・スパ協会が制定。日付は3と7で「サウナ」と読む語呂合わせから。